# Бісквіт-Шоколад
Корпорація «Бісквіт-Шоколад» — український виробник кондитерської продукції, що об'єднує дві фабрики: «Харківська бісквітна фабрика» і кондитерська фабрика «Харків'янка». Обидва підприємства є акціонерними товариствами.

## Історія
Початком промислового виробництва кондитерських виробів в місті Харкові вважається 1896 рік, коли засновано кондитерську фабрику Жоржа Бормана — видатного кондитера, якого було нагороджено званням «Постачальник Імператорського двору» та багатьма міжнародними нагородами.
У 1935 створено інше велике підприємство — Харківська бісквітна фабрика.
З 2001 обидва підприємства почали випускати свою продукцію під спільною торговою маркою — «Бісквіт-Шоколад», а в серпні 2004 об'єдналися в однойменну корпорацію.

## Лінії
У 1988 встановлена югославська лінія «Мінел» з виробництва затяжних сортів печива;
У 1991 на Харківській бісквітній фабриці встановлена та запущена перша в Україні лінія з виробництва крекера італійської фірми «ORLANDI»;
У 1995 встановлено обладнання австрійської фірми «ХААС» з виробництва перших в Україні вафельних трубочок і обладнання фірм «REON» та «POLIN» для виготовлення здобних сортів печива;
У 1996 запущена лінія італійської фірми «SASIB BAKERY» з виробництва бісквітів і рулетів, продукції принципово нової для кондитерської галузі України;
У 1997 вперше в Україні розпочато виробництво семишарових вафель на обладнанні австрійської фірми «ХААС»;
У 2000 запущена друга вафельна лінія австрійської фірми «ХААС» з можливостями випуску ширшого асортименту;
У 2001 впроваджується обладнання з виробництва глазурованної вафельної продукції (торти «Каприз», Міні-«Каприз»); вперше в Україні на Харківській кондитерській фабриці розпочато виробництво відливної карамелі;
У 2002 впроваджено обладнання для виробництва нової для України продукції — вафельних корнетиків;
У 2003 впроваджено обладнання німецької фірми «Бьонке-Люкао» для виробництва унікальної продукції — печива в шоколаді «Презент»;
У 2003 на «Харків'янці» встановлено обладнання фірми «Ловерас» для приготування шоколадних мас і розпочато виробництво формового шоколаду з начинкою;
У 2004 встановлено загортальне обладнання та впроваджені нові пакувальні матеріали для цукерок преміум-класу.
- Кількість робітників — 3 000 осіб
- Добовий випуск продукції — до 180 тонн
- Виробництво — борошняні та цукристі кондитерські вироби.

## Продукція
Асортимент борошняних виробів: печиво (затяжне, цукрове, здобне), крекер, галети, вафлі, вафельні трубочки, бісквіти, рулети, торти (в тому числі вафельні та шоколадно-вафельні).
Асортимент цукристих виробів: карамель, цукерки (глазуровані і неглазуровані), шоколад, зефір, ірис, мармелад.